# Pilea angolensis
Pilea angolensis là loài thực vật có hoa trong họ Tầm ma. Loài này được (Hiern) Rendle miêu tả khoa học đầu tiên năm 1917.